# Danh sách cầu thủ tham dự giải bóng đá vô địch các câu lạc bộ sông Mê Kông 2014
Dưới đây là danh sách đăng ký thi đấu của các đội bóng tham dự Giải bóng đá vô địch các câu lạc bộ sông Mê Kông 2014.

## Becamex Bình Dương
Huấn luyện viên trưởng:  Nguyễn Thanh Sơn
| 0#0 | Vị trí | Cầu thủ             | Ngày sinh và tuổi           | Câu lạc bộ         |
| --- | ------ | ------------------- | --------------------------- | ------------------ |
| 1   | TM     | Bùi Tấn Trường      | 19 tháng 2, 1986 (28 tuổi)  | Becamex Bình Dương |
| 2   | HV     | Âu Văn Hoàn         | 1 tháng 10, 1989 (25 tuổi)  | Becamex Bình Dương |
| 3   | HV     | Trương Đình Luật    | 12 tháng 11, 1983 (30 tuổi) | Becamex Bình Dương |
| 4   | HV     | Lê Phước Tứ         | 15 tháng 4, 1984 (30 tuổi)  | Becamex Bình Dương |
| 5   | HV     | Mai Tiến Thành      | 16 tháng 3, 1986 (28 tuổi)  | Becamex Bình Dương |
| 6   | HV     | Phạm Minh Đức       | 5 tháng 5, 1976 (38 tuổi)   | Becamex Bình Dương |
| 7   | TV     | Nguyễn Trọng Hoàng  | 14 tháng 4, 1989 (25 tuổi)  | Becamex Bình Dương |
| 8   | TV     | Nguyễn Tăng Tuấn    | 28 tháng 6, 1986 (28 tuổi)  | Becamex Bình Dương |
| 9   | TV     | Lê Tấn Tài          | 4 tháng 1, 1984 (30 tuổi)   | Becamex Bình Dương |
| 10  | TV     | Hoàng Văn Bình      | 2 tháng 2, 1989 (25 tuổi)   | Becamex Bình Dương |
| 11  | TV     | Đặng Văn Robert     | 27 tháng 8, 1984 (30 tuổi)  | Becamex Bình Dương |
| 12  | TV     | Trịnh Quang Vinh    | 17 tháng 3, 1988 (26 tuổi)  | Becamex Bình Dương |
| 13  | TĐ     | Nguyễn Anh Đức      | 24 tháng 10, 1985 (29 tuổi) | Becamex Bình Dương |
| 14  | TĐ     | Lê Công Vinh        | 10 tháng 12, 1985 (28 tuổi) | Becamex Bình Dương |
| 15  | TĐ     | Abass Cheikh Dieng  | 1 tháng 1, 1985 (29 tuổi)   | Becamex Bình Dương |
| 16  | TĐ     | Ganiyu Bolayi Oseni | 19 tháng 9, 1991 (23 tuổi)  | Becamex Bình Dương |

## Phnom Penh Crown
Huấn luyện viên trưởng:  Sam Schweingruber.
| 0#0 | Vị trí | Cầu thủ            | Ngày sinh và tuổi           | Câu lạc bộ       |
| --- | ------ | ------------------ | --------------------------- | ---------------- |
| 1   | TM     | Sou Yaty           | 17 tháng 12, 1991 (22 tuổi) | Phnom Penh Crown |
| 2   | HV     | Ngoy Srin          | 1 tháng 9, 1994 (20 tuổi)   | Phnom Penh Crown |
| 3   | HV     | Odion Obadin       | 6 tháng 12, 1988 (25 tuổi)  | Phnom Penh Crown |
| 4   | HV     | Boris Kok          | 20 tháng 5, 1991 (23 tuổi)  | Phnom Penh Crown |
| 5   | HV     | Hong Pheng         | 1 tháng 11, 1989 (24 tuổi)  | Phnom Penh Crown |
| 6   | HV     | Leng Makara        | 7 tháng 1, 1990 (24 tuổi)   | Phnom Penh Crown |
| 7   | TV     | Koen Bosma         | 11 tháng 9, 1990 (24 tuổi)  | Phnom Penh Crown |
| 8   | TV     | Kouch Sokumpheak   | 15 tháng 2, 1987 (27 tuổi)  | Phnom Penh Crown |
| 9   | TV     | Sothy Ouk          | 5 tháng 10, 1987 (27 tuổi)  | Phnom Penh Crown |
| 10  | TV     | Chan Thanbin       | 7 tháng 1, 1991 (23 tuổi)   | Phnom Penh Crown |
| 11  | TV     | Adriano Pellegrino | 9 tháng 6, 1984 (30 tuổi)   | Phnom Penh Crown |
| 12  | TĐ     | Va Sokthorn        | 14 tháng 7, 1987 (27 tuổi)  | Phnom Penh Crown |
| 13  | TĐ     | Afandi Ngwa        | 17 tháng 8, 1990 (24 tuổi)  | Phnom Penh Crown |
| 14  | TĐ     | George Bisan       | 30 tháng 1, 1992 (22 tuổi)  | Phnom Penh Crown |

## Hoàng Anh Attapeu
Huấn luyện viên trưởng:  Huỳnh Văn Ảnh
| 0#0 | Vị trí | Cầu thủ                | Ngày sinh và tuổi           | Câu lạc bộ        |
| --- | ------ | ---------------------- | --------------------------- | ----------------- |
| 1   | TM     | Soukthavy Soundala     | 4 tháng 11, 1995 (18 tuổi)  | Hoàng Anh Attapeu |
| 2   | HV     | Bounthavy Sipasong     | 4 tháng 6, 1996 (18 tuổi)   | Hoàng Anh Attapeu |
| 3   | HV     | Thothilath Sibounhuang | 5 tháng 11, 1990 (23 tuổi)  | Hoàng Anh Attapeu |
| 4   | HV     | Sengdao Inthilath      | 3 tháng 6, 1994 (20 tuổi)   | Hoàng Anh Attapeu |
| 5   | HV     | Phonepaseuth Sysoutham | 28 tháng 5, 1990 (24 tuổi)  | Hoàng Anh Attapeu |
| 6   | TV     | Sisawat Dalavong       | 5 tháng 2, 1995 (19 tuổi)   | Hoàng Anh Attapeu |
| 7   | TV     | Sonevilay Sihavong     | 18 tháng 8, 1996 (18 tuổi)  | Hoàng Anh Attapeu |
| 8   | TV     | Phoutthasay Khochalern | 29 tháng 12, 1995 (18 tuổi) | Hoàng Anh Attapeu |
| 9   | TV     | Phoutdavy Phommasane   | 2 tháng 2, 1994 (20 tuổi)   | Hoàng Anh Attapeu |
| 10  | TĐ     | Lembo Saysana          | 12 tháng 2, 1995 (19 tuổi)  | Hoàng Anh Attapeu |
| 11  | TĐ     | Sopha Saysana          | 9 tháng 12, 1992 (21 tuổi)  | Hoàng Anh Attapeu |

## Ayeyawady United
Huấn luyện viên trưởng:  Min Hlaing
| 0#0 | Vị trí | Cầu thủ             | Ngày sinh và tuổi           | Câu lạc bộ       |
| --- | ------ | ------------------- | --------------------------- | ---------------- |
| 25  | TM     | Chan Nyein Kyaw     | 27 tháng 10, 1993 (21 tuổi) | Ayeyawady United |
| 1   | TM     | Vanlal Hruala       | 25 tháng 5, 1991 (23 tuổi)  | Ayeyawady United |
| 18  | TM     | Aung Min Khant      | 2 tháng 5, 1992 (22 tuổi)   | Ayeyawady United |
| 3   | HV     | Moe Win             | 30 tháng 3, 1988 (26 tuổi)  | Ayeyawady United |
| 5   | HV     | Hein Thiha Zaw      | 1 tháng 8, 1995 (19 tuổi)   | Ayeyawady United |
| 14  | HV     | Htike Htike Aung    | 1 tháng 2, 1995 (19 tuổi)   | Ayeyawady United |
| 15  | HV     | Chit San Maung      | 25 tháng 1, 1988 (26 tuổi)  | Ayeyawady United |
| 20  | HV     | Phyo Ko Ko Thein    | 24 tháng 1, 1993 (21 tuổi)  | Ayeyawady United |
| 28  | HV     | Anderson Ebimo West | 31 tháng 8, 1989 (25 tuổi)  | Ayeyawady United |
| 4   | TV     | Naing Lin Oo        | 15 tháng 6, 1993 (21 tuổi)  | Ayeyawady United |
| 7   | TV     | Min Min Thu         | 30 tháng 3, 1988 (26 tuổi)  | Ayeyawady United |
| 10  | TV     | Thiha Zaw           | 28 tháng 12, 1993 (20 tuổi) | Ayeyawady United |
| 16  | TV     | Kyaw Min Oo         | 16 tháng 6, 1996 (18 tuổi)  | Ayeyawady United |
| 17  | TV     | Nay Lin Tun         | 19 tháng 3, 1993 (21 tuổi)  | Ayeyawady United |
| 19  | TV     | Aung Kyaw Naing     | 20 tháng 12, 1994 (19 tuổi) | Ayeyawady United |
| 9   | TĐ     | Soe Kyaw Kyaw       | 16 tháng 2, 1991 (23 tuổi)  | Ayeyawady United |
| 11  | TĐ     | Saša Ranković       | 21 tháng 9, 1979 (35 tuổi)  | Ayeyawady United |
| 21  | TĐ     | Lassina Koné        | 20 tháng 12, 1987 (26 tuổi) | Ayeyawady United |
| 23  | TĐ     | Clarke Clifford     | 24 tháng 11, 1990 (23 tuổi) | Ayeyawady United |